# Rumangabo
Rumangabo est un village du territoire de Rutshuru en république démocratique du Congo. Situé à proximité du parc national des Virunga et environ 50 km au nord de Goma, il abrite le camp militaire Rumangabo.